# 6月23日
6月23日是公历一年中的第174天（闰年第175天），离全年的结束还有191天。

## 大事记

### 19世紀以前
- 617年：李渊于晋阳举兵三万反隋。
- 1314年：班诺克本战役开始，英格蘭军队前锋和苏格兰军队发生遭遇战。
- 1360年：朱元璋在自己的首都南京击败来犯的陈友谅的精锐水军，此战之后，陈友谅与朱元璋的明军的斗争处于劣势地位。
- 1650年：神圣罗马帝国和瑞典签订纽伦堡和约。
- 1757年：英国不列颠东印度公司军队在普拉西战役中击败蒙兀儿帝国军队，其后展开对印度的统治。
- 1785年：腓特烈大帝建立德意志大公联盟。

### 19世紀
- 1887年：加拿大国会通过议案正式成立境内第一个国家公园班夫国家公园。
- 1894年：在法国历史学家皮耶·德·古柏坦的发起下，国际奥林匹克委员会在巴黎大学宣布正式成立。
- 1900年：清政府对各国宣战后，企图借助义和团排外，命莊親王载勋和刚毅统领京津义和团。

### 20世紀
- 1908年：美國參、眾兩院根據羅斯福總統年度咨文中的要求，准將美國庚子賠款數減至13655492.69美元。
- 1925年：省港大罢工的工人游行至广州沙面岛租界附近，遭到英国军队开枪镇压，造成50多人死亡，是为沙基惨案。
- 1940年：阿道夫·希特勒视察刚刚被占领的法国首都巴黎。
- 1946年：南京发生下关惨案。
- 1949年：中华民国海军在长江口外布雷，并宣布对上海口岸实行武装封锁。
- 1956年：贾迈勒·阿卜杜－纳赛尔当选为埃及总统，掌握政治权力一直到1970年逝世。
- 1961年：由12个国家签订的《南极条约体系》正式生效，禁止在南极洲进行军事活动。
- 1963年：美國總統甘迺迪訪問西柏林。
- 1968年：五月風暴運動結束
- 1985年：印度航空182号班机在卡利斯坦运动所设置的炸弹引爆后坠毁于大西洋，飞机上329人全数丧生。
- 1990年：奥林匹克博物馆正式开馆。
- 1990年：摩尔多瓦宣布独立。
- 1990年：中国开封UFO残片事件，开封及附近多县市居民、公务员等目击夜间一大火球状物体飞过天际但并未坠毁，隔日诸多媒体还以不明飞行物出现报导。
- 1991年：在Sonic Team的遊戲《音速小子》首部作品發布後，日本遊戲公司世嘉獲得巨大成功。
- 1992年：香港警方檢獲當時最大批海洛英。
- 1993年：費馬最後定理被英國數學家安德魯·懷爾斯證明出來。

### 21世紀
- 2003年：世界衛生組織將香港剔除出SARS疫區名單。
- 2009年：中国广东省惠州市惠城区公交889线发生特大连环交通碰刮事故，造成4人死亡、11人受伤、28辆机动车及2辆非机动车受损，经济损失56多万元。
- 2016年：英國舉行有關歐洲聯盟成員資格的公民投票，最終有51.9％的選民投票支持脫離歐洲聯盟。
- 2018年：中華民國國家發展委員會主任委員陳美伶宣布自該年7月1日起台灣省政府之業務與員額開始移交於中央政府部會，至遲於該年底完成。
- 2018年：由12名少年和1名教练组成的“野猪”少年足球队被困于泰国清莱府的睡美人洞（英语：Tham Luang Nang Non），18天后全员获救，惟两名参与救援的潜水员缺氧死亡。
- 2019年：臺灣人民舉行自發遊行623反紅媒遊行。
- 2023年：俄罗斯雇佣兵军团瓦格纳集团哗变，以“正义行军”之名向首都莫斯科进发。行动最终以普里戈任与白俄罗斯总统亚历山大·卢卡申科达成共识，不再向莫斯科进军落幕。

## 出生
- 1406年：菲利普·利皮，義大利畫家（1469年逝世）
- 1433年：法蘭索瓦二世，布列塔尼公爵（1488年逝世）
- 1456年：丹麥的瑪格麗特，蘇格蘭王后（1486年逝世）
- 1534年：织田信长，战國大名，日本战國时代的三英杰之一（1582年逝世）
- 1763年：約瑟菲娜·德博阿爾內，拿破崙的第一任妻子，法蘭西第一帝國的皇后。（1814年逝世）
- 1889年：勒內·倫納德，法國賽車手，首屆利曼24小時耐力賽冠軍（1965年逝世）
- 1889年：安娜·阿赫瑪托娃，俄羅斯詩人（1966年逝世）
- 1894年：阿尔弗雷德·金赛，美國生物學家、性學家（1956年逝世）
- 1894年：爱德华八世，英國國王、退位後為溫莎公爵（1972年逝世）
- 1907年：詹姆斯·米德，英國經濟學家，1977年諾貝爾經濟學獎得主（1995年逝世）
- 1909年：李先念，原中國國家主席，中共元老之一（1992年逝世）
- 1912年：艾倫·图灵，英國數學家（1954年逝世）
- 1923年：海因里希·塞弗羅，德國軍事人物（2006年逝世）
- 1923年：马赫穆特·加列耶夫，蘇聯大將（2019年逝世）
- 1925年：約翰·謝菲爾德-巴隆，英國發明家（2010年逝世）
- 1928年：河合隼雄，日本心理學家（2007年逝世）
- 1930年：唐·埃斯利，美國太空人（1987年逝世）
- 1931年：錢煦，臺灣-美國生理學家、生物工程師
- 1936年：科斯塔斯·西米蒂斯，希臘政治人物，前任希臘總理（2025年逝世）
- 1937年：马尔蒂·阿赫蒂萨里，芬蘭政治人物，第10任芬蘭總統，2008年諾貝爾和平獎得主（2023年逝世）
- 1942年：馬丁·里斯，英國理論天文學家、數學家
- 1943年：詹姆士·列文，美國指揮家（2021年逝世）
- 1943年：文頓·瑟夫，美國計算機科學家
- 1944年：帕斯卡·梅西耶，瑞士作家、哲學家（2023年逝世）
- 1945年：施祖祥，香港政府官員（2022年逝世）
- 1949年：何柱國，香港商人、港區全國政協常委（2025年逝世）
- 1951年：森森，香港歌手，女藝人
- 1953年：阿尔缅·萨尔基相，亞美尼亞政治人物，第4任亞美尼亞總統
- 1955年：鄭進一，台灣男歌手、綜藝節目主持人
- 1957年：法蘭西絲·麥朵曼，美國女演員
- 1963年：劉慈欣，中國当代科幻作家
- 1964年：陳炳臣，台灣藝術家
- 1964年：楼云，中国男子体操運動員
- 1964年：喬斯·溫登，美國作家、導演、影劇監製
- 1966年：任賢齊，台灣男歌手
- 1968年：西尾鐵也，日本動畫人物設計師
- 1968年：李在鎔，韓國企業家，現任三星集團副會長
- 1970年：扬·提尔森，法國作曲家
- 1970年：曾秀清，香港女性配音員
- 1972年：，法國退役足球運動員
- 1972年：塞尔玛·布莱尔，美國女演員
- 1974年：乔尔·埃哲顿，澳大利亞男演員
- 1974年：金榮澈，韓國喜剧演員、主持人
- 1975年：休·豪伊，美國作家
- 1976年：曼塔斯·科維達拉維丘斯，立陶宛電影工作者、人類學家、考古學家（2022年逝世）
- 1976年：帕特里克·维埃拉，法國男子足球運動員
- 1977年：賈森·姆拉茲，美國男歌手
- 1977年：夏安·海德，美國編劇、電影導演、製片人
- 1978年：杨樂樂，中國湖南卫视主持人
- 1978年：尼克·拉洛塔，美國商人、政治人物，現任紐約州聯邦眾議員
- 1980年：白曉燕，台灣女藝人，白冰冰女兒（1997年逝世）
- 1980年：马希米利安·波塞洛，德國-義大利男子足球運動員
- 1981年：奎媛媛，中國女子體操運動員
- 1981年：石欣卉，新加坡女歌手
- 1982年：盧律銘，臺灣音樂人
- 1983年：巴沃邱寧多傑，印度裔不丹電影製片人、攝影師
- 1984年：杜婧，中国女子羽球運動員
- 1984年：黛菲，英國創作歌手
- 1984年：哈姆扎·阿里·阿巴斯，巴基斯坦男演員
- 1986年：薩爾萬·莫米卡，伊拉克無神論者（2025年逝世）
- 1986年：鄧亦峻，香港男子田徑運動員
- 1987年：今井麻夏，日本女性聲優
- 1987年：南多·德科洛，法國職業籃球運動員
- 1988年：梁洛施，香港女演員、歌手
- 1988年：楊梓瑤，香港少女模特兒
- 1989年：竹達彩奈，日本女性聲優
- 1990年：林智妍，韓國女演員
- 1991年：陳凱琳，香港無綫電視藝員
- 1994年：鄭好娟，韓國女演員、模特兒
- 1994年：瓦纳拉特·拉萨梅拉特，泰国男演员、歌手
- 1995年：七五三掛龍也，日本男演員、歌手、偶像
- 1997年：陳清晨，中國女子羽球運動員
- 1998年：辛知勳，韓國女歌手
- 1999年：川西拓實，日本男子偶像團體JO1成員
- 2000年：金賢秀，韓國女演員
- 2002年：邱煌禕，香港男子籃球員
- 2004年：蘆田愛菜，日本女演員
- 2004年：亞歷山德拉·特魯索娃，俄羅斯女子花式滑冰運動員
- 2006年：李彩薇，韓國女演員

## 逝世
- 79年：，羅馬帝國弗拉維王朝第一位皇帝。（9年出生）
- 479年：宋顺帝劉準，為劉宋的末代皇帝，宋明帝劉彧的第三子。（467年出生）
- 1582年：清水宗治，日本战国时期军事将领（1537年出生）
- 1615年：增田長盛，日本戰國時代、安土桃山時代和江戶時代初期的武將（1545年出生）
- 1662年：鄭成功，明朝末年軍事名將（1624年出生）
- 1836年：詹姆斯·穆勒，蘇格蘭歷史學家、經濟學家、政治理論家、哲學家（1773年出生）
- 1881年：馬蒂亞斯·雅各布·許萊登，德国生物学家，细胞学说创始人（1804年出生）
- 1891年：威廉·愛德華·韋伯，德國物理學家（1804年出生）
- 1891年：諾曼·羅伯特·普森，英國天文學家（1829年出生）
- 1908年：國木田獨步，日本作家（1871年出生）
- 1922年：伍廷芳，中國外交家，香港第一位華人立法局議員（1842年出生）
- 1945年：西蒙·萊克（英语：Simon Lake），美國海軍第一艘潛水艇建造者（1866年出生）
- 1974年：卡爾文·胡佛，美國經濟學家、教授（1897年出生）
- 1980年：瓦拉哈吉里·文卡塔·吉里，印度政治人物，第4任印度總統（1894年出生）
- 1988年：梁漱溟，中國教育家（1893年出生）
- 1989年：侯雨利，台灣布商、企業家（1900年出生）
- 1989年：米歇爾·阿弗拉克，敘利亞哲學家、社會學家、阿拉伯民族主義者（1910年出生）
- 1994年：常书鸿，中国画家，敦煌艺术研究者（1904年出生）
- 1995年：許英秀，香港粵劇家以及影視演員（1907年出生）
- 1995年：喬納斯·索爾克，美國醫學家、病毒學家，小兒麻痺疫苗發明者（1914年出生）
- 2000年：耿飚，原中共中央顧問委員會常務委員，第六屆全國人民代表大會常務委員會副委員長、中華人民共和國國防部前部長（1909年出生）
- 2006年：艾倫·斯班林，美國電視製作人，艾美獎得主（1923年出生）
- 2007年：侯耀文，相声表演艺术家，相声大师侯宝林之子（1948年出生）
- 2012年：詹姆斯·杜賓，英國統計學家（1923年出生）
- 2021年：約翰·邁克菲，英裔美國程式設計師、商人、政治家（1945年出生）
- 2022年：斯廷·凱瑟，荷蘭女子競速滑冰運動員（1938年出生）
- 2022年：古天農，香港資深舞台劇演員和導演、電視及電台節目主持（1953年出生）
- 2025年：唐佳，香港武術指導、男演員、導演（1937年出生）

## 节假日和习俗
- 世界手球日
- 國際奥林匹克日
- 盧森堡：国庆日
- 爱沙尼亚：戰勝紀念日
- 波蘭、 尼加拉瓜：父亲节
- 日本沖繩縣：慰靈日（日语：慰霊の日）（紀念沖繩島戰役）